# Radamant
Radamant ili Radamantis (grč. Ραδαμάνθυς, Radamánthys) bio je Zevsov i Evropin sin, Minojev i Sarpedonov brat, a odgojio ga je Asterion, njegov očuh. Jedan je od tri sudije u Hadu, zajedno s Minojem i Eakom.
Imao je dva sina, Gortisa i Eritra.

## Mitologija
Prema legendi, vladao je Kritom pre Minoja, te je doneo zakone i uredio zakonodavstvo koje su i sami Spartanci preuzeli. Ljubomoran na njegovu slavu, Minoj ga je proterao iz zemlje nakon što je došao na vlast. Tad je pobegao u Beotiju. Tamo je oženio Alkmenu, Heraklovu majku, kojoj je umro muž Amfitrion.
Platon u svojem delu „Gorgija“ govori da je Radamant, zahvaljujući svojoj nepopustljivosti i čvrstini, postao jedan od trojice sudija u Hadu i vladar Elizija. Sudio je svim Azijatima, Eak je sudio Evropljanima, a Minoj je imao odlučujući glas.
Platon u svojem delu „Zakoni“ govori kako je Radamant bio iskusan i pravedan sudija, svaki spor je rešavao brzo, tako što bi se optuženi i tuženi zaklinjali u bogove. U vreme Platona to nije bilo moguće jer je država bila puna nevernika ili lažnih vernika.